# Sílvio Tibiriçá de Almeida
Sílvio Tibiriçá de Almeida (* 28. August 1867 in Pouso Alegre; † 1924 in São Paulo) war ein brasilianischer Autor und Lusitanist.

## Leben und Werk
Sílvio de Almeida  machte Abitur in Rio de Janeiro. Er studierte Rechtswissenschaft an der Universität São Paulo (Abschluss 1885), unterrichtete dann jedoch Portugiesisch im Sekundarschulwesen und war Direktor des Ginásio Paulista. Im öffentlichen Leben trat er als Publizist, Philosoph und Literaturkritiker hervor. Er war im Januar 1924 Gründungsherausgeber der Zeitschrift Revista de filologia portuguesa (die nach seinem Tod von Mário Barreto übernommen und bis Dezember 1925 weitergeführt wurde).
Almeida war Gründungsmitglied der Academia Paulista de Letras (Cadeira 17). Er war verheiratet mit Prisciliana Duarte de Almeida, ebenfalls Gründerin und ab 1910 Mitglied der Academia Paulista.

## Werke
- Efémeras, São Paulo 1898 (Gedichte, Einführung durch Raimundo Correia)
- O Antigo Vernáculo (ensaio elucidativo), São Paulo 1902
- A Máscara de um Poeta. Bernardim Ribeiro, São Paulo 1913
- A sistematização ortográfica. Memória apresentada à Academia Paulista de Letras, São Paulo 1913
- Estudos Camonianos, São Paulo 1925 (zu Luís de Camões)
- Estudos, hrsg. von Leonardo Arroyo, São Paulo 1967 (mit Würdigung)